# Horvatovi
Horvatovi je hrvatska humoristična dramska serija. Serija je sa snimanjem krenula u travnju 2015., a emitirala se od 7. rujna 2015. na RTL Televiziji.

## Glumačka postava

### Glavna glumačka postava
| Glumac/ica       | Lik                         |
| ---------------- | --------------------------- |
| Bojana Gregorić  | Lidija 'Lila' Horvat        |
| Goran Navojec    | Stjepan 'Štef' Horvat       |
| Bojan Navojec    | Fedor Hohnjec               |
| Marija Škaričić  | Nikolina Hohnjec            |
| Ljubomir Kerekeš | Franjo Josip 'Franc' Horvat |
| Elizabeta Kukić  | Karmen Pazekaš              |
| Ana Ledenko      | Eva Gotovac                 |
| Tonka Pavić      | Tereza Gotovac              |
| Adnan Prohić     | Borna Horvat                |
| Jan Begović      | Branimir Horvat             |
| Adrian Hajsok    | Krešimir 'Krešo' Horvat     |
| Vid Ćosić        | Grga Hohnjec                |

### Gostujuća glumačka postava
| Glumac/ica             | Lik                   |
| ---------------------- | --------------------- |
| Borko Perić            | psiholog              |
| Dado Ćosić             | novi susjed           |
| Doris Pinčić Rogoznica | Violeta Kunić         |
| Dunja Sepčić-Bogner    | profesorica Magdalena |
| Duško Valentić         | Šuki                  |
| Enes Vejzović          | Andrija               |
| Jadranko Glavačević    | instruktor vožnje     |
| Krunoslav Belko        | Edi                   |
| Nenad Cvetko           | profesor Grubić       |
| Neno Belan             | Neno Belan            |
| Nino Štambuk           | TV voditelj           |
| Ranko Zidarić          | Goran Gotovac         |
| Siniša Ružić           | utjerivač dugova      |
| Tamara Loos            | radijska voditeljica  |
| Vojislav Brajović      | Josip 'Joža' Horvat   |
| Nataša Janjić          | Danijela              |

## Međunarodna emitiranja
| Zemlja              | TV mreža       | Premijera serije | Kraj serije         |
| ------------------- | -------------- | ---------------- | ------------------- |
| Hrvatska            | RTL Televizija | 7. rujna 2015.   | 12. siječnja 2016.  |
| Bosna i Hercegovina | FTV            | 2. srpnja 2019.  | 24. listopada 2019. |

## Vanjske poveznice
- RTL Televizija: Horvatovi  Arhivirana inačica izvorne stranice od 19. rujna 2015. (Wayback Machine)